# Horlînka, Bilohirsk
Horlînka (în ucraineană Горлинка) este un sat în comuna Bahate din raionul Bilohirsk, Republica Autonomă Crimeea, Ucraina.

## Demografie
Componența lingvistică a localității Horlînka
     Tătară crimeeană (42,17%)
     Rusă (39,76%)
     Ucraineană (13,25%)
     Română (1,2%)
Conform recensământului din 2001, nu exista o limbă vorbită de majoritatea populației, aceasta fiind compusă din vorbitori de tătară crimeeană (42,17%), rusă (39,76%), ucraineană (13,25%), armeană (3,61%) și română (1,2%).